# Norovo
Norovo (makedonska: Норово) är en ort i Nordmakedonien. Den ligger i kommunen Kruševo, i den centrala delen av landet, 70 km söder om huvudstaden Skopje. Norovo ligger 740 meter över havet och antalet invånare är 464.